# Oxyagrion ablutum
Oxyagrion ablutum är en trollsländeart som först beskrevs av Philip Powell Calvert 1909.  Oxyagrion ablutum ingår i släktet Oxyagrion och familjen dammflicksländor. Inga underarter finns listade i Catalogue of Life.